# Vittoria Colonna

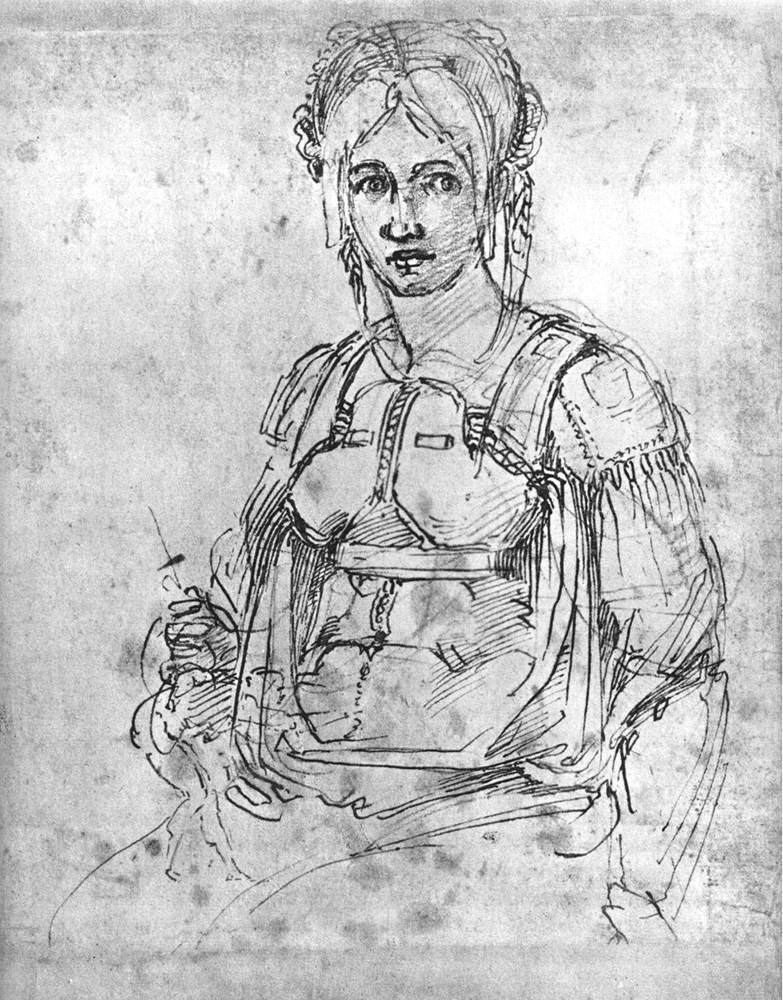
Vittoria Colonna, per Miquel Àngel

Vittoria Colonna (Marino, abril de 1490 - Roma, 25 de febrer de 1547), marquesa de Pescara, va ser una poeta i influent intel·lectual del Renaixement italià.

## Recorregut vital
Era filla de Fabrizio Colonna, de noble família romana dels Colonna, i d'Agnese di Montefeltro, descendent de la família ducal d'Urbino.

### Matrimoni
Els Colonna, aliats de la família Dávalos, van concertar el matrimoni de Vittoria amb Francisco Fernando de Ávalos, noble napolità d'origen espanyol, quan era encara una nena. Vittoria i Francesco es van casar el 27 de desembre de 1509 a Ischia, al castell Aragonés. Encara que el matrimoni havia estat disposat per servir els interessos de les seves respectives famílies, va resultar bé des del punt de vista sentimental. Tanmateix, no van poder passar gaire temps a Ischia, on s'havien establert, ja que Francesco va haver de partir a la guerra, a les ordres del seu sogre, per combatre a favor d'Espanya contra França. Va ser fet presoner en la batalla de Ravenna, el 1512, i deportat a França. Durant el temps en què Francesco va ser presoner, ell i la seva esposa van mantenir una apassionada correspondència.
Més endavant, es va convertir en oficial de l'exèrcit de Carles V i va ser greument ferit en la batalla de Pavia, el 24 de febrer de 1525. Vittoria va córrer a reunir-se amb ell a Milà, però abans d'arribar-hi li va arribar la notícia de la seva mort a Viterbo.

### Rimes espiritualsi Reforma
Va caure en una depressió, i arribà també a pensar en el suïcidi, però la va superar amb l'ajut dels seus amics. Durant aquesta època va escriure les seves Rimes espirituals. Va prendre la decisió de retirar-se en un convent a Roma, i va fer amistat amb diversos eclesiàstics que tractaven d'impulsar un corrent reformista dintre de l'Església catòlica, entre els quals es trobava l'espanyol Juan de Valdés.

### Amistats, rescat de presoners després del saqueig de Roma, etc
Poc després, el seu germà Ascanio Colonna va tenir un conflicte amb el papa Climent VII. Vittoria es va traslladar a Marino, i després a Ischia, tractant d'oblidar el conflicte. Aquest desplaçament va evitar que patís en pròpia carn les vicissituds del saqueig de Roma (1527), encara que va contribuir amb les seves pròpies despeses a ajudar la població i a rescatar presoners. Va tornar a Roma el 1531, i el 1535 va conèixer Pietro Carnesecchi, amb el qual va entaular una relació d'amistat. Poc després va decidir de viatjar a Terra Santa, per la qual cosa es va traslladar a Ferrara, el 1537, a l'espera d'obtenir el permís del papa, amb la intenció d'embarcar-se a Venècia. Tanmateix, no va arribar a partir, a causa de la seva mala salut. A Ferrara, va ajudar a establir un monestir de caputxins, a instàncies del reformador Bernardino Ochino, que després es faria protestant.
El 1539 va tornar a Roma, on va entaular una apassionada amistat amb Michelangelo Buonarroti, que la va estimar enormement, i sobre el qual va tenir una gran influència. Miguel Àngel li va dedicar alguns dels seus sonets i la va retratar en nombrosos dibuixos.

### Mort, la Inquisició, altres temes
El 1541 el seu germà va tornar a tenir un enfrontament amb el papa, ara Pau III, i va portar a terme un aixecament contra ell que va fracassar. Vittoria es va traslladar aleshores a Viterbo, on va conèixer el cardenal Reginald Pole. El 1544 va tornar a Roma, on la va sorprendre la mort al convent de San Silvestre, i això probablement li va estalviar algun disgust amb la Inquisició, ja que des de l'any següent els seus amics eclesiàstics serien objecte d'investigació.
Entre els seus amics es van comptar il·lustres literats, com Pietro Bembo, Luigi Alamanni i Baldessare Castiglione. Va tenir també una estreta relació amb reformadors, com Pietro Camesecchi, Juan de Valdés i Bernardino Ochino.

## Obra
La seva obra literària comprèn poemes d'amor, dedicats al seu marit, les Rimes, subdividides en Rimes amoroses i Rimes espirituals, inspirades a l'estil de Francesco Petrarca, i composicions en prosa de tema religiós, entre les quals estan el Pianto sulla passione di Cristo i l'Orazione sull'Ave Maria. Les seves obres es van imprimir per primera vegada a Parma el 1538, però poc després van aparèixer noves edicions: a Florència i Venècia, respectivament.